# Раевский, Пётр Иванович
Раевский, Пётр Иванович (1847 — 20 января (1 февраля) 1886) – украинский писатель и этнограф.

## Биография
Родился в 1847 году в городе Борисполь Переяславского уезда Полтавской губернии (ныне – Киевская область) в семье священника.
Окончил Полтавское духовное училище (1862) и Люблинскую прогимназию (1867). Семейные обстоятельства помешали ему продолжить образование.
Знакомство с Павлом Чубинским привело к тому, что Пётр Раевский принимал с ним участие в этнографических экспедициях по Украине. Собранный материал послужил позднее основой для литературного творчества, которому он посвятил себя всецело, начиная, примерно с 1875 года. После отъезда Чубинского в Санкт-Петербург Раевский поступил на службу в Черниговскую межевую комиссию канцелярским чиновником и пробыл там три года. В это время он активно занимался изучением русской литературы и иностранных авторов, стараясь пополнить недостаток своего школьного образования.
В 1875 году он оставил службу и переселился в Борисполь, где посвятил себя литературному труду; с этого времени он стал постоянным сотрудником газеты «Киевлянин», в которой он начал печатать свои мелкие рассказы и повести ещё в 1869 году. «В начале своей литературной деятельности он несомненно преклонялся перед Гоголем и даже подражал ему».
До 1881 года в «Киевлянине» были напечатаны свыше 40 повестей, рассказов и былей самого разнообразного содержания, но известность ему, как тонкому и остроумному наблюдателю малороссийской жизни и быта, доставили его «Сцены из малорусского народного быта», выдержавшие с 1871 по 1886 пять изданий, и «Эпизоды из жизни малоруссов» (Киев, 1872). 
По словам его биографов, произведения Раевского написаны «живым разговорным, наполовину малорусским языком». В своих произведениях Пётр Раевский использовал прекрасное знание Украины, её языка, быта и обычаев, обширный этнографический материал, собранный им во время этнографических экспедиций.
В 1885 году Раевский занялся подготовкой издания полного собрания своих сочинений в трёх томах, но не успел осуществить своего намерения: заболев воспалением лёгких, он умер 20 января (1 февраля) 1886 года; похоронен на Щекавицком кладбище в Киеве. 